# نیک نوینس
نیک نوینس (اسپانیایی: Nick Nuyens‎؛ زادهٔ ۵ مهٔ ۱۹۸۰) دوچرخه‌سوار اهل بلژیک است.
از باشگاه‌هایی که در آن رکاب زده‌است می‌توان به تیم کوئیک‌استپ فلورز، تیم دوچرخه‌سواری کوفیدیس، تیم لوتوان‌ال–یومبو، تیم تینکوف، و کنندیل–دراپاک اشاره کرد.